# 石田真以
石田 真以（いしだ まい、[1月24日]）は、日本のモデル、タレント。中京圏のモデルユニット『NAGOYA COLOR』（ナゴヤカラー）のメンバーであり、同グループではリーダーを務める。愛称はマイマイ。
2013年ミス・ユニバース・ジャパン京都代表である。

## 来歴・人物
愛知県岡崎市出身。愛知淑徳大学コミュニケーション心理学科卒業。趣味はフラワーアレンジメント、着付け、紅茶、テーブルセッティング、カート、イタリア歌曲。
学生時代からヴィズミックモデルエージェンシーでモデル活動を始め、2010年はYAMAHAワイズギアガールや、SUPER GT「パシフィックフェアリーズ」を務めた。
友人の結婚式の余興で「名古屋KARA」としてパフォーマンスしたことを機にユニットを組み、その後『NAGOYA COLOR』に発展。同グループは主に愛知県を中心に活動している。
母親が三重県出身。妹が1人おり、NAGOYA COLORが出演するイベントにスタッフとして顔を出す等、ブログにも度々登場している。
ラジオパーソナリティの笠井ゆかりは高校と大学時代の同級生で、今でも仲良しである。

## TV出演
- NHKニュースおはよう日本「ほっとイブニング」（NHK）
- スター☆ドラフト会議[10] （日本テレビ）
- オードリーさん、ぜひ会って欲しい人がいるんです! （中京テレビ、2014年2月22日放送）[11]
- 黒ちゃんねる[12] （テレビ愛知）
- ZIP! （日本テレビ）
- OBANCHIiおばんちぃ （三重テレビ）
- ドデスカ!「ウルフィダンス公認アンバサダー」[13] （名古屋テレビ）
- 名古屋行き最終列車2016（名古屋テレビ）
- 私が愛した家康さま（名古屋テレビ）

## ラジオ出演
- 宮地佑紀生の聞いてみや〜ち（東海ラジオ）[14]
- カラフルトーク （いなべFM）[15]

## スチール
- ViVi TBCタイアップ（雑誌） 2008年
- レクサスIS-C 2009年 - 2014年
- クレール名駅 2010年
- わざっか本舗 2015年

## CM出演
- オレンジページ 2008年
- 静岡中央銀行 2009年
- 北國銀行 2010年
- 保険相談センター 2014年

## その他
- 「SAKURA TOWER（サクラタワー）by NAKED」2016年 名古屋テレビ塔応援ユニット[16]